# Pterygotrigla pauli
Pterygotrigla pauli is een straalvinnige vissensoort uit de familie van ponen (Triglidae). De wetenschappelijke naam van de soort is voor het eerst geldig gepubliceerd in 1982 door Hardy.